# Добролюбов, Сергей Анатольевич
Серге́й Анато́льевич Добролю́бов (род. 24 октября 1958, Москва) — российский океанолог, специалист в области гидрометеорологии и океанографии, академик РАН (2022), декан географического факультета Московского государственного университета имени М. В. Ломоносова (с 2015). Заслуженный профессор МГУ имени М. В. Ломоносова (2023). Доктор географических наук, профессор.

## Биография
Родился 24 октября 1958 года в Москве.
Обучался в Школе Юного географа при МГУ, в 1980 году с отличием окончил географический факультет МГУ, специальность «Океанология», затем там же учился в аспирантуре.
В 1983 году — защитил кандидатскую диссертацию на тему: «Антарктические промежуточные воды в Мировом океане».
В 1996 году — защитил докторскую диссертацию, тема: «Роль водных масс Мирового океана в глобальном пресноводном балансе и переносе тепла».
В 1998 году — присвоено учёное звание профессора.
С 1983 года — работает на кафедре океанологии географического факультета МГУ: заместитель декана по научной работе (1999—2015), заведующий кафедрой океанологии (с 2006 года), декан географического факультета (с 2015 года).
В 2006 году избран членом-корреспондентом РАН по Отделению наук о Земле.
В 2022 году избран академиком РАН по Отделению наук о Земле по специальности «Океанология, водные ресурсы».

## Научная деятельность
Впервые количественно описал океанское звено глобального гидрологического цикла, установил причины формирования «межокеанского конвейера», определил роль основных водных масс Мирового океана в глобальном пресноводном балансе и переносе тепла. Участник 8 океанских экспедиций в Атлантическом океане по международным программам WOCE («Глобальный эксперимент по циркуляции океана») и CLIVAR («Изменения климата»).
Под его руководством защищены 2 кандидатские диссертации, автор более 120 научных и учебно-методических работ, в том числе 3 монографии и учебные пособия.

## Награды и премии
- 2024 — Орден Дружбы[3]
- 2019 — Медаль ордена «За заслуги перед Отечеством» I степени[4]
- 1999 — Медаль ордена «За заслуги перед Отечеством» II степени[5]
- 1998 — Премия Президента РФ для поддержки исследований молодых учёных-докторов наук (1996—1998)

## Членство в организациях
- руководитель специализированного научного совета по гидрометеорологии на географическом факультете МГУ;
- член диссертационного совета по специальности «Океанология» в Институте океанологии РАН;
- заместитель главного редактора журнала «Вестник МГУ. Серия географическая»;
- член редакционного совета журнала «Океанология»;
- член Учёного совета Русского географического общества;
- заместитель председателя Экспертного совета Русского географического общества;
- член Национального комитета Международного научного совета по изучению Мирового океана;
- руководитель секции и заместитель председателя ряда экспертных советов;
- председатель секции наук об окружающей среде РАЕН;
- член правления Российского гидрометеорологического общества.